# Billy Brown (acteur)
William "Billy" Brown (Inglewood, Californië, 30 oktober 1970) is een Amerikaans acteur.

## Biografie
Brown werd geboren in Inglewood en groeide daar ook op. Hij begon zijn carrière in 1993 met twee kleine rolletjes in films, daarna speelde hij nog sporadisch in films. Vanaf 2004 speelde hij ook gastrollen in televisieseries. Zijn eerste grote rollen had hij in 2011 in de series Lights out en Dexter, waarin hij Mike Anderson speelde. Van 2012 tot 2014 speelde hij August Marks in Sons of Anarchy. In 2013 was hij Archer Petit in Hostages. Zijn volgende grote rol kwam in 2014 in de televisiehit How to Get Away with Murder.

## Filmografie

### Film
| Jaar | Titel                                       | Rol              | Opmerking     |
| ---- | ------------------------------------------- | ---------------- | ------------- |
| 1993 | Geronimo: An American Legend                | Indiaan          |               |
| 1993 | Dreamrider                                  | Jongen in Boston |               |
| 1997 | The Beautician and the Beast                | Brandweerman     |               |
| 1997 | The Lost World: Jurassic Park               | InGen-medewerker |               |
| 2001 | Second Coming                               |                  |               |
| 2002 | The Wild Thornberrys Movie                  | Rhino            | Stem          |
| 2004 | Starship Troopers 2: Hero of the Federation | Pvt. Ottis Brick |               |
| 2005 | House of the Dead 2                         | Griffin          | Televisiefilm |
| 2008 | I Am Bubba                                  | Bubba            | Kortfilm      |
| 2008 | Cloverfield                                 | Staff Sgt. Pryce |               |
| 2008 | Lakeview Terrace                            | Patrolman        |               |
| 2009 | Race to Witch Mountain                      | Carson           |               |
| 2009 | Star Trek                                   | Med Evac piloot  |               |

### Televisie
| Jaar         | Titel                             | Rol                          | Opmerking |
| ------------ | --------------------------------- | ---------------------------- | --- |
| 2004         | CSI: NY                           | George Thomas                | Episode: "Grand Master"                                                                                      |
| 2004         | NCIS                              | Chief Petty Officer Velat    | Episode: "Heart Break"                                                                                       |
| 2005         | Cold Case                         | Donald Williams              | Episode: "Strange Fruit"                                                                                     |
| 2005–2006    | E-Ring                            | MSgt. Meeks                  | 3 episodes                                                                                                   |
| 2007–2008    | Dirt                              | Tweety McDaniel              | 3 episodes                                                                                                   |
| 2009         | Southland                         | Talib                        | 2 episodes                                                                                                   |
| 2009         | Californication                   | Marcy's Date                 | Episode: "The Land of Rape and Honey"                                                                        |
| 2010         | CSI: NY                           | Business Pedestrain          | Episode: "Unfriendly Chat"                                                                                   |
| 2011         | Lights Out                        | Richard 'Death Row' Reynolds | 11 episodes                                                                                                  |
| 2012         | Law & Order: Special Victims Unit | Joe Marshall                 | Episode: "Official Story"                                                                                    |
| 2011–2012    | Dexter                            | Det. Mike Anderson           | 11 episodes Nominatie Screen Actors Guild Award for Outstanding Performance by an Ensemble in a Drama Series |
| 2013         | The Following                     | Troy Riley                   | 3 episodes                                                                                                   |
| 2012–2014    | Sons of Anarchy                   | August Marks                 | 13 episodes                                                                                                  |
| 2013-2014    | Hostages                          | Archer Petit                 | 15 episodes                                                                                                  |
| 2014         | Legends                           | Robert McCombs               | Episode: "Rogue"                                                                                             |
| 2014–present | How to Get Away with Murder       | Detective Nate Lahey         | 9 episodes                                                                                                   |